# 傅應詔
傅應詔（1505年—？），字起巖，號築野，陝西漢中府南鄭縣人，民籍，明朝政治人物。

## 生平
嘉靖十年（1531年）辛卯科陝西鄉試第三十八名舉人。嘉靖十四年（1535年）中式乙未科會試第二百二十九名，登第三甲第一百五十八名進士。授行人司行人，嘉靖二十三年任广信府知府，二十六年任宝庆府知府，以養親去，尋補任敘州府，陞河南按察司副使、大名兵备。

## 家族
曾祖傅廷釗；祖父傅旺，曾任壽官；父傅友爵，贡士，曾任主簿，贈行人。母楊氏。重庆下。弟應誥。